# Elleanthus asplundii
Elleanthus asplundii är en orkidéart som beskrevs av Leslie Andrew Garay. Elleanthus asplundii ingår i släktet Elleanthus och familjen orkidéer. Inga underarter finns listade i Catalogue of Life.